# Arquitectura de Groenlandia
La arquitectura de Groenlandia viene marcada por los diferentes habitantes que llegaron a la isla a lo largo de su historia, además de los desafíos climáticos dada su ubicación casi total en el círculo polar ártico. Los primeros pobladores inuit introdujeron alrededor del año 1000 tiendas de pieles, casas de turba o iglús, que se adecuaban a su estilo de vida seminómada. Los asentamientos vikingos de la misma época marcaron la entrada de construcciones cristianas y granjas levantadas en piedra. A partir del siglo XVIII, con la colonización danesa se comenzaron a importar desde Escandinavia las distintivas casas de madera de colores.

## Hogares inuit
El pueblo inuit llegó a la isla desde la actual Canadá alrededor del 2500 a. C.; los primeros pobladores fueron la cultura Saqqaq, en tanto la cultura Dorset surgió hacia el 500 a. C.. No fue hasta el siglo XI d. C. que inmigró la cultura Thule. Los inuit eran una etnia nómada, que se desplazaba en busca de alimentos y dependiendo del clima de la estación, por lo que no se conservan muchas estructuras antiguas.
En invierno, vivían en casas levantadas principalmente con piedra y césped, pero también usaban otros materiales como madera flotante y huesos de ballenas para sustentar el techo. Era habitual que colindaran con una colina para usarla como uno de los muros. También empleaban turba, un material frío y húmedo, y para las ventanas se servían de intestinos estirados de focas y otros animales. Estos hogares podían albergar a una familia entera, aunque en otros casos las construcciones más grandes las compartían varios núcleos familiares. Este tipo de edificio se construyó durante milenios: en la década de 1940 los inuit todavía vivían en cabañas de turba a lo largo de Groenlandia —y en ciudades como la actual Narsaq—.
En verano se trasladaban para la caza y solían pasar la noche en tiendas de campaña a base de piel de foca. El poste que la sujetaba sería una madera flotante, mientras que las pieles se cosían y fijaban en un anillo de piedras. Aunque también se levantaban estas tiendas en viajes durante el invierno, en ocasiones también construían iglús en la zona más septentrional de la isla. Estos tienen forma de cúpula y su estructura se basa en espirales de bloques de nieve duros colocados unos encima de otros.

## Asentamientos vikingos

### Arquitectura vernácula

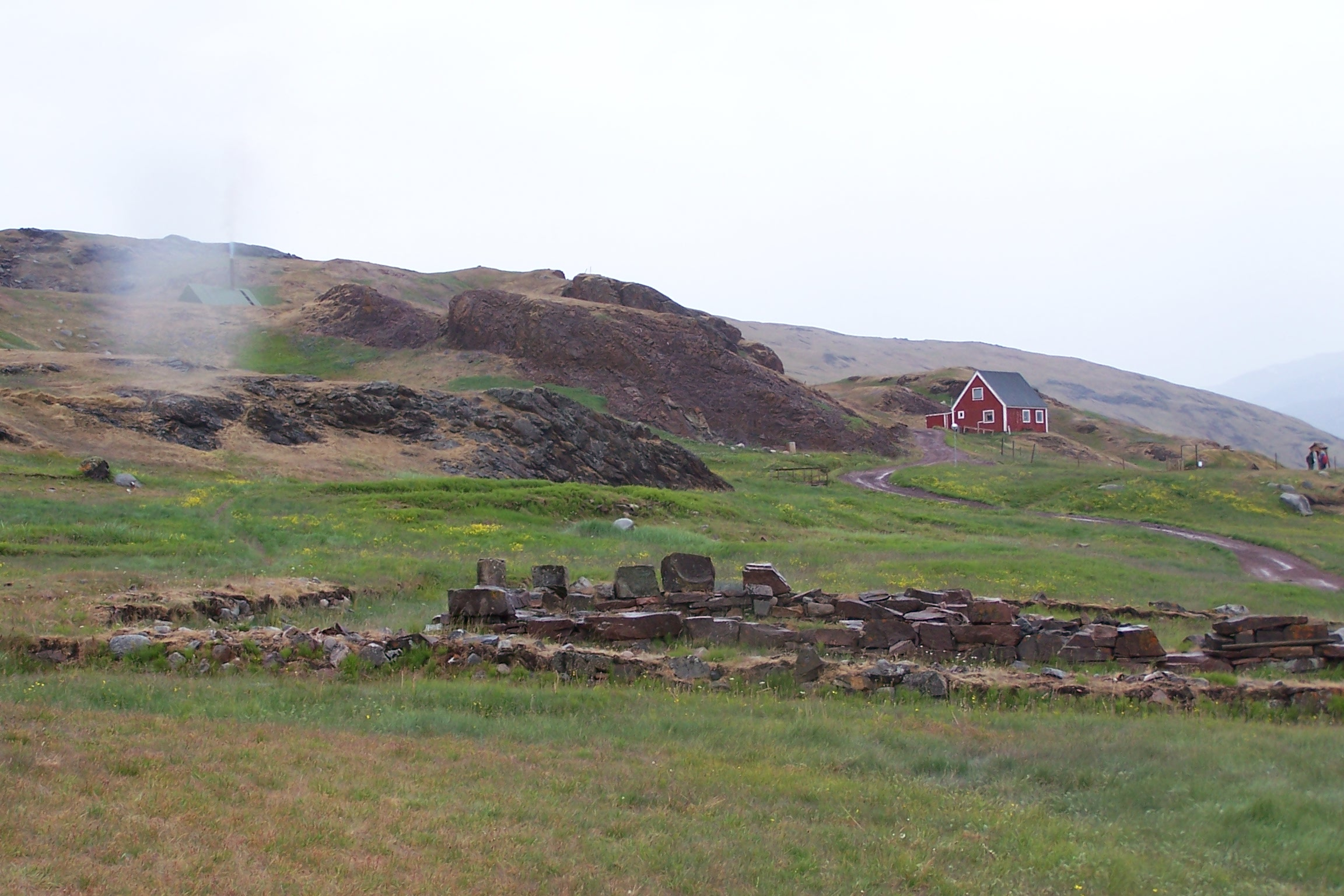
Ruinas de Brattahlíð, la finca de Erik el Rojo.

Los primeros vikingos desembarcaron en Groenlandia en el 982 guiados por Erik el Rojo, quien tuvo que huir de Islandia durante tres años tras ser proscrito. Se instalaron en lo que hoy es Qassiarsuk y fundaron varias aldeas también cerca de la actual Igaliku. Los islandeses emplearon técnicas de construcción nórdicas. Este tipo de arquitectura se basaba en granjas o haciendas bastante grandes construidas juntas. De esta forma, una misma estructura albergaba los establos, las viviendas y el espacio para el ganado. Esto traía la ventaja de que el calor de los animales ayudaba a calentar el edificio.
Los edificios se levantaban a base muros formados de grandes rocas, que se aislaban del exterior con césped. Era habitual que el interior de la casa tuviera suelos y paredes de madera. Algunas de estas construcciones eran bastante grandes, como la finca en Igaliku con un establo de setenta metros de largo. El lugar mantenía hasta a sesenta y cinco cerdos, ovejas, vacas y caballo, y para provisionarse de alimentos los pobladores construyeron sistemas de riego en los campos circundantes.

### Arquitectura religiosa

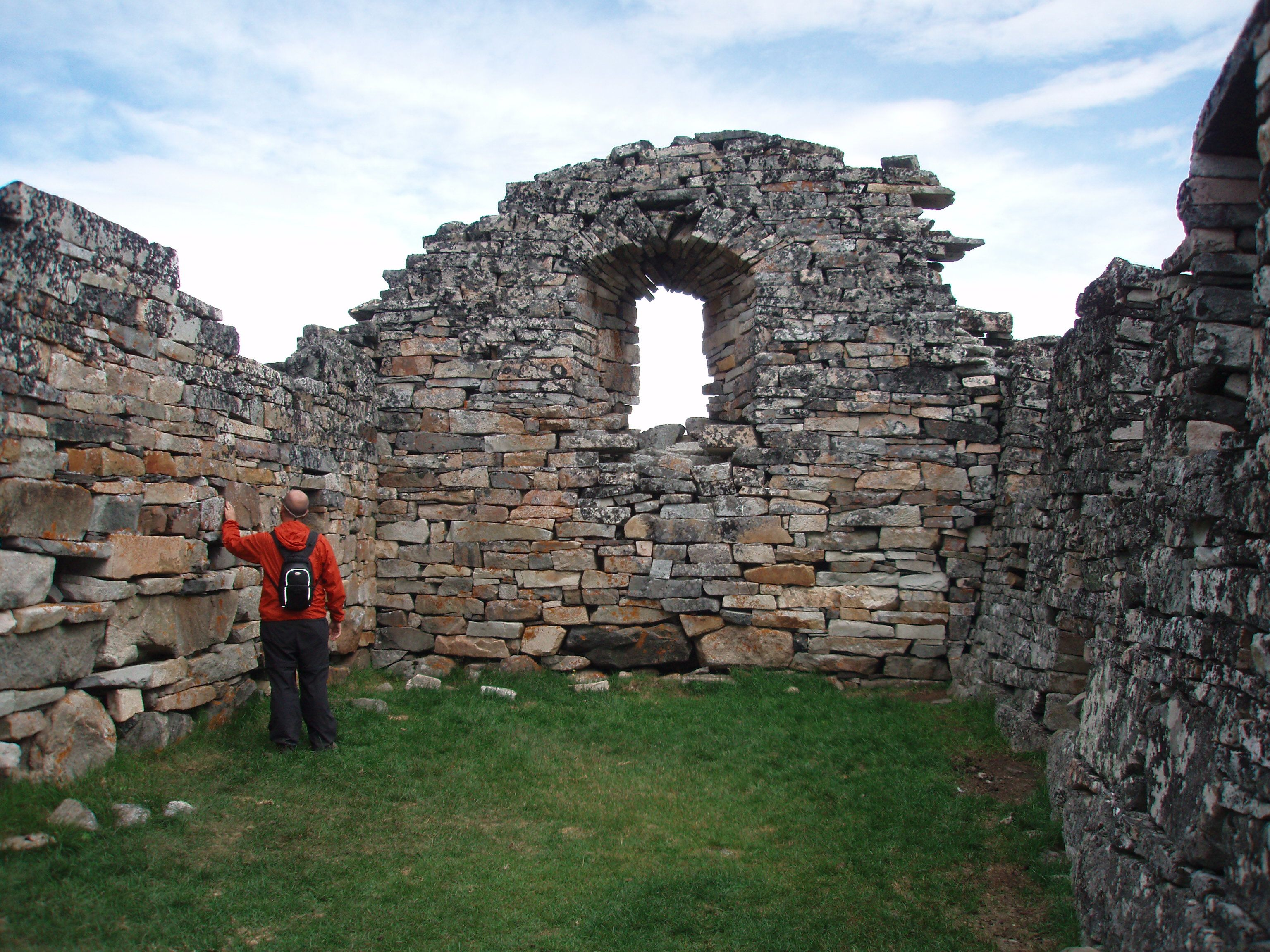
El interior de la iglesia de Hvalsey.

En el año 1000, Leif Eriksson —hijo de Erik el Rojo— llegó a la isla desde Dinamarca junto a un sacerdote cristiano. Su madre, Tjodhildur, se convirtió a dicha religión y mandó a levantar una pequeña iglesia de planta de herradura; esta se convirtió en la primera iglesia cristiana del continente americano. Las ruinas del período nórdico mejor conservadas corresponden a la iglesia de Hvalsey en Qaqortoq, construida con piedra de sillar y de arquitectura similar a otros edificios vikingos del siglo XIV.
Este edificio tiene características propias de las construcciones noruegas y de las islas del norte de Escocia, por lo que se «asume» que un arquitecto de dichas zonas estuvo involucrado en la construcción. Como era habitual, la estructura es de piedras de granito aledañas; la mampostería sigue en pie y cuenta con frontones de hasta 5.5 m de alto.

## Época colonial

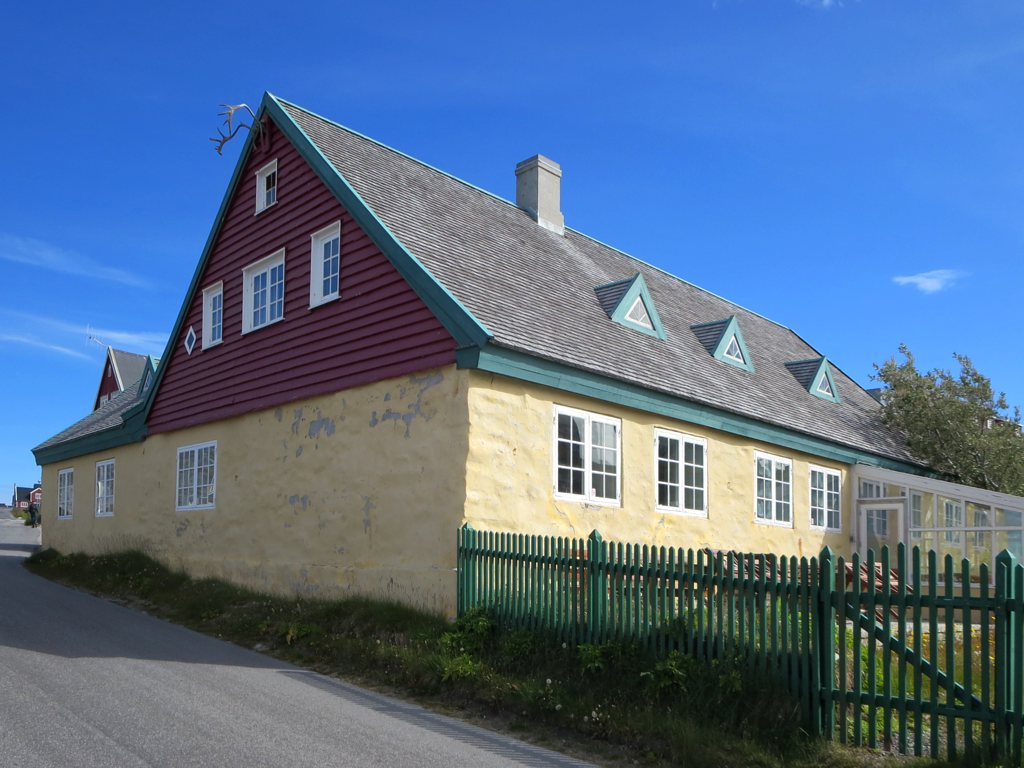
La casa de Hans Egede en Nuuk, capital de Groenlandia.

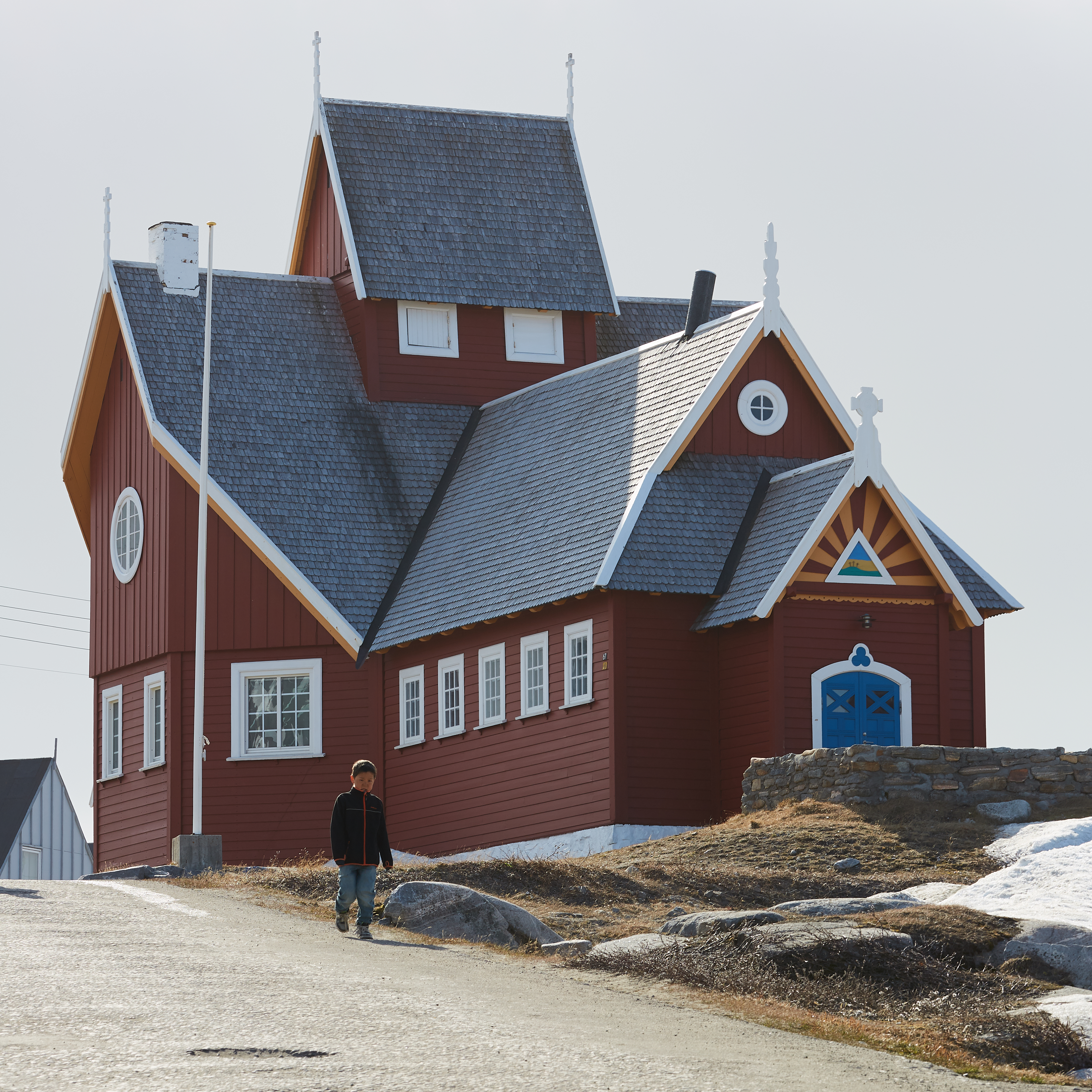
La iglesia de Qeqertarsuaq.

El siglo XVIII supuso el comienzo de la arquitectura colonial, fundamentada en casas de madera traídas desde Escandinavia, lo que dio comienzo a la tradición de las casas de colores brillantes. La casa más antigua de Groenlandia que se conserva es la de Hans Egede, fechada en 1728, quien fue un misionero dano-noruego y fundador de Nuuk. Los puestos comerciales daneses fueron evolucionando hacia aldeas y ciudades situadas cerca del mar, pues facilitaban las transacciones de mercancías. Sus edificios seguían el estilo noruego, y se construían con tablones de madera apilados, que se desmontaban fácilmente. El hogar arquetípico groenlandés que se conserva en la actualidad está revestido de madera y posee un tejado a dos aguas. Las iglesias luteranas —religión mayoritaria de la isla— seguían este mismo esquema constructivo. Entre algunos ejemplos se puede nombra la catedral de Nuuk, la iglesia de Qeqertarsuaq o la iglesia de Bethel en Sisimiut.
La codificación de edificios según los colores se originó en esta época, práctica que servía para identificar rápidamente desde el mar los servicios de un asentamiento. El color rojo se asociaba a iglesias, escuelas, casas de maestros y comercios, el amarillo se asignó a hospitales, casas de médicos y de personal de atención sanitaria. El verde distinguía a las plantas de energía, industrias de mecánica, telecomunicaciones, etc.. Los edificios azules se relacionaban a procesadoras de pescado y las comisarías de policía eran negras. En la actualidad este sistema no se mantiene y la pintura de las casas e infraestructuras no siguen ningún patrón específico.

## A partir del sigloXX
Cuando Groenlandia se convirtió en un condado danés a partir de 1953, las dos décadas posteriores supusieron un cambio urbanístico con la construcción de viviendas más modernas. Ese mismo año se creó un plan de prestaciones de vivienda para la población local. En este contexto, en los pueblos de costa se construyeron muchas viviendas de madera de colores variados, muchas veces del mismo modelo en una misma aldea. También se levantaron grandes bloques de apartamentos para acoger a la gente que se mudó de las pequeñas villas a las ciudad. Estos seguían el estilo de vida de Dinamarca y no tenían en cuenta las necesidades específicas de residir en el Ártico. Por ejemplo, fue el caso del Blok P en Nuuk; demolido en 2012, en la década de 1960 las autoridades trasladaron al edificio a inuit, pero allí no tenían espacio para sus aparejos de pesca ni para destripar sus capturas.
A partir de la década de 1980, lugares como el suburbio de la capital Nuussuaq experimentaron nuevas soluciones constructivas para edificios de apartamentos, que se adaptaban mejor a las necesidades de la isla.  El suburbio de Qinngorput acoge bloques levantados a partir del XXI, que se caracterizan por entradas más amplias y baños más grandes.
Desde finales del siglo XX se comenzaron a construir en Groenlandia edificios de interés arquitectónico. Tal es el caso de Katuaq, el centro cultural de la capital que fue inaugurado en 1997, obra de los arquitectos daneses Schmidt, Hammer y Lassen, cuya fachada es una reminiscencia de la aurora boreal. Otros edificios con esta filosofía son la piscina Malik en Nuussuaq, el Nuuk Center de 2012 o el centro de visitantes del fiordo de Ilulissat, inaugurado en 2021 y diseñado por Dorthe Mandrup.